# Ланни, Глинн
Глинн Ланни (англ. Glynn Stephen Lunney; 27 ноября 1936, Лакавонна (округ) — 19 марта 2021, Хьюстон) — американский инженер НАСА. Сотрудник НАСА с момента его создания в 1958 году, Ланни был руководителем полёта во время программ Gemini и Apollo, и дежурил во время исторических событий, таких как старт Аполлона-11 от Луны к Земле и кризисная ситуация в ходе миссии Аполлон-13. По окончании программы «Аполлон» он стал руководителем испытательного проекта «Аполлон-Союз», первого сотрудничества в области космических полетов между Соединёнными Штатами и Советским Союзом. Позже он работал менеджером программы « Спейс шаттл», а покинул НАСА в 1985 году и стал вице-президентом Объединённого космического альянса.
Ланни был ключевой фигурой в американской программе пилотируемых космических полетов от проекта «Меркурий» до Спейс шаттла . Он получил множество наград за свою работу, в том числе Национальный космический трофей, который ему вручил Ротари-клуб в 2005 году. Крис Крафт, первый руководитель полетов НАСА, назвал Ланни «настоящим героем космической эры», заявив, что он был «одним из выдающихся участников исследования космоса за последние четыре десятилетия».

## Биография и карьера вNACA
Детский интерес к авиамоделям побудил Ланни изучать инженерное дело в колледже. После учёбы в Скрэнтонском университете (1953—1955) он перешёл в Детройтский университет, где записался на программу обучения, проводимую Исследовательским центром Льюиса в Кливленде, штат Огайо. Центр был частью Национального консультативного комитета по воздухоплаванию (NACA), федерального агентства США, созданного для продвижения авиационных исследований, предшественника НАСА. Студенты NACA приняли участие в программе, сочетающей работу и учёбу, что дало им возможность финансировать обучение в колледже и одновременно приобретать опыт в области аэронавтики. Ланни окончил колледж в июне 1958 года со степенью бакалавра наук в области аэрокосмической техники
После выпуска Ланни остался в Исследовательском центре Льюиса в NACA. Он начал работать в группе, изучающей термодинамику высокоскоростного входа в атмосферу. Используя бомбардировщик B-57, команда запускала небольшие ракеты на большую высоту, чтобы измерить профиль их нагрева.

## Карьера вНАСА

### Проект «Меркурий»
Всего через месяц после выпуска Ланни президент Эйзенхауэр создал Национальное управление по аэронавтике и исследованию космического пространства (НАСА), в которое вошло NACA. Как позже сказал Ланни, «космического полета не существовало, пока я не закончил колледж». Ланни был переведен в Исследовательский центр Лэнгли в Хэмптоне, штат Вирджиния, где в сентябре 1959 года стал членом Космической целевой группы, ответственной за создание программы пилотируемых космических полетов НАСА. Он был назначен в группу моделирования управления полётом, которая создавала тренажёры для обучения руководителей полётов и астронавтов для ещё неизвестного опыта пилотируемых космических полетов.
Ланни был одним из инженеров, ответственных за планирование и организацию проекта «Меркурий», первой в Америке программы пилотируемых космических полетов. Он принимал участие в создании принципов действий и диспетчеров полета, и астронавтов. Ланни стал офицером по динамике полета в Центре управления «Меркурием», который должен был контролировать траекторию космического корабля и планировать её корректировку. Его коллега Джин Кранц описал его как «первопроходца в области траекторных операций, который превратил свое ремесло из искусства для избранных в чистую науку». Ланни работал как в Центре управления, так и на удаленных объектах, например, во время полета первого американского орбитального космического полета Джона Гленна, он служил на Бермудских островах. В сентябре 1961 года Космическая целевая группа НАСА была реорганизована в Центр пилотируемых космических полётов и переехала в Хьюстон, штат Техас. В Хьюстоне Ланни стал главой отдела логики полетов и компьютерного оборудования, который определял и курировал требования к вычислениям и их отображению для отдела динамики полета в новом Центре управления полетами. .

### ПрограммаGemini

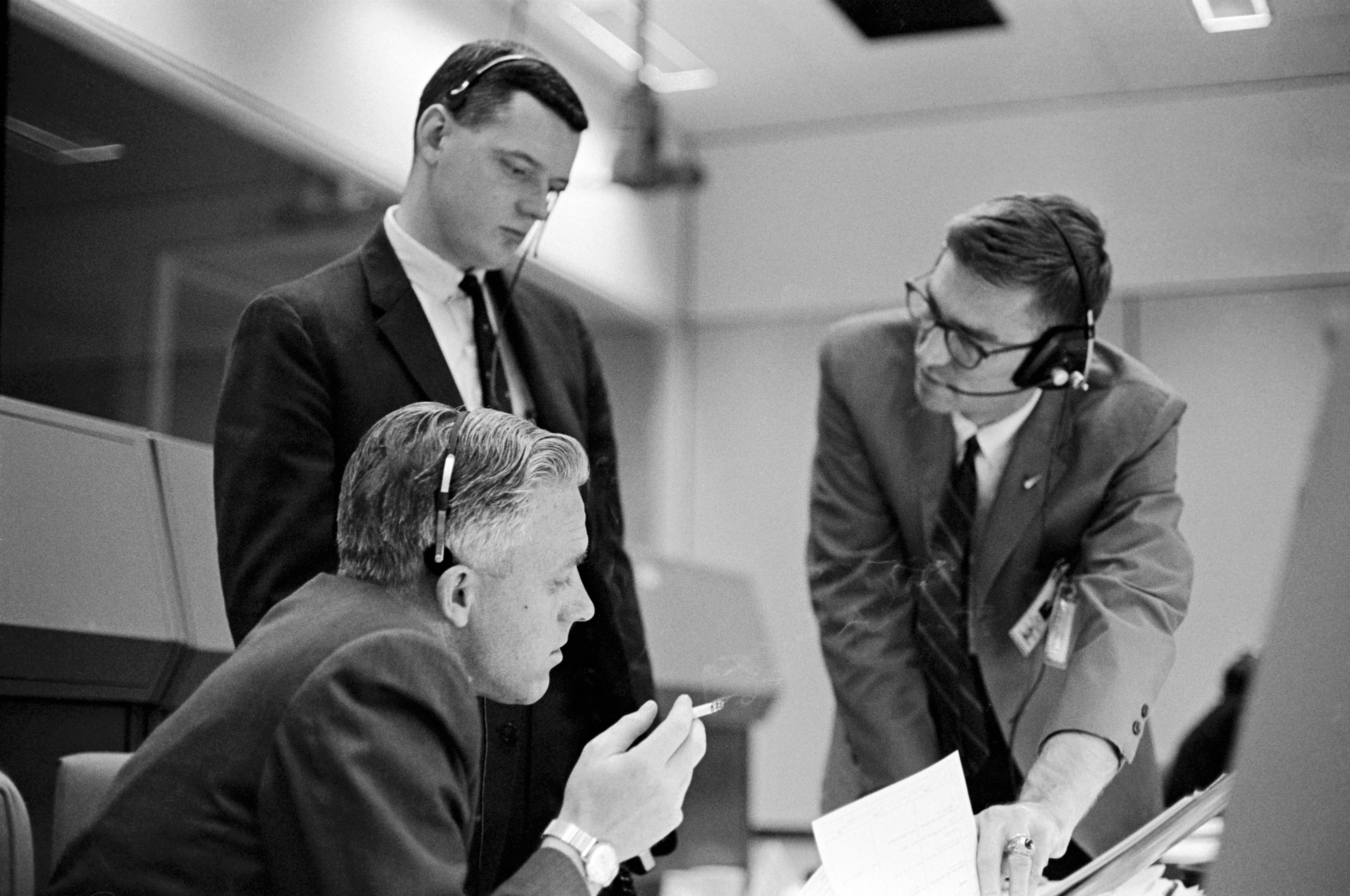
Ланни (вверху слева) с Джоном Ходжем и Джонсом Роучем во время Gemini 3

Программа Gemini была шагом вперед для программы пилотируемых космических полетов НАСА: капсула Gemini была больше и совершеннее, чем Меркурий, и могла обеспечивать двухнедельный полёт для двух человек. Из-за большей продолжительности миссии Управление полетами стало работать посменно. В 1964 году Крис Крафт, Джон Ходж, Глинн Ланни и Джин Кранц были выбраны в качестве руководителей полетов. Двадцативосьмилетний Ланни был самым младшим из четырёх.
Во время Gemini 3 Ланни работал дублером от недавно созданного Центр управления полетами в Хьюстоне, в то время, когда основное руководство полетом все ещё осуществлялось с мыса Канаверал во Флориде. На «Джемини-4» он снова работал в резерве, на этот раз во Флориде. Проведя некоторое время на беспилотных испытания программы «Аполлон», он вернулся к работе в качестве руководителя полетов на «Джемини-9A»—"Джемини-12".

### Проект «Аполлон»
Как и в случае с проектом «Меркурий», Ланни был вовлечен в проект «Аполлон» с самого начала. Он руководил испытаниями системы аварийного спасения «Аполлон» в Уайт-Сэндс, которые проводились во время программы «Джемини», и был руководителем полета во время первого испытательного полета Сатурн-5 без экипажа, SA-501.
Однако он не должен был быть руководителем полета в первой миссии «Аполлон» с экипажем, позже известной как «Аполлон-1». Во время репетиции обратного отсчета, в ходе которой возник пожар, Ланни обедал дома с астронавтом Биллом Андерсом и его женой. Происшествие было, как он вспоминал, «сильным ударом под дых для всех нас». Последствия пожара, в котором погибли трое астронавтов, заставили Ланни и его коллег в НАСА почувствовать, что они, возможно, не осознали риски, которым они подвергались, пытаясь уложиться в график Кеннеди по высадке человека на Луну к концу десятилетия. «Возможно, — сказал Ланни более тридцати лет спустя, — мы стали слишком самоуверенными».
»

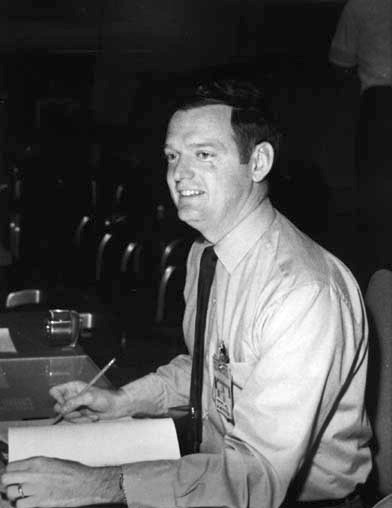
Ланни за пультом во время миссии «Аполлон-16

Ланни привлек значительное внимание средств массовой информации в 1968 году, когда он работал ведущим руководителем полета на Аполлоне-7, первом из полетов «Аполлона» с экипажем. После пожара «Аполлона-1» эта миссия стала важным испытанием для программы «Аполлон», сопряжённым со стрессом как у астронавтов, так и у диспетчеров. Ланни нес основную ответственность за общение с командиром миссии Уолли Ширрой, который неоднократно подвергал сомнению приказы из Центра управления полётом. Несмотря на давление со стороны репортеров на пресс-конференциях, Ланни оставался дипломатичным и не высказывался в адрес Ширры.
Как руководитель полетов Ланни был известен своей хорошей памятью и необычайно быстрым мышлением — чертами, которые иногда могли создавать проблемы для его команды полетных диспетчеров. «Глинн сведет вас с ума, — сказал его коллега-диспетчер, — потому что его мысли будут работать так быстро, что он сможет выдавать задания быстрее, чем вы успеваете усвоить, а тем более выполнить».
Во время аварийной ситуации в ходе миссии «Аполлон-13» Ланни сыграл ключевую роль. Придя на смену через час после взрыва кислородного баллона, поставившего под угрозу жизнь экипажа, Ланни и его команда столкнулись с беспрецедентной проблемой: им нужно было запустить лунный модуль в чрезвычайно сжатые сроки, одновременно перенося в него данные наведения и навигации с умирающего командного модуля. Его отличная память и сообразительность сыграли решающую роль в успехе его команды в последующие часы. Кен Маттингли, астронавт, исключенный из экипажа «Аполлона-13» из-за заражения краснухой, позже назвал выступление Ланни «самым великолепным проявлением личного лидерства, которое я когда-либо видел». На следующий день после успешного приводнения «Аполлона-13» Ланни вместе со своими коллегами-руководителями полетов принял Президентскую медаль свободы как член оперативной группы миссии.

### Программа «Аполлон-Союз»
В 1970 году, ещё будучи директором полетов, Ланни был выбран в качестве одного из членов делегации НАСА в Советский Союз, которая должна была обсудить возможность сотрудничества между двумя странами в области пилотируемых космических полетов. «Для меня это было неожиданно», — сказал Ланни, которому рассказали о планах на конференции в начале октября. «Я ничего не знал о [предлагаемых переговорах] до этого времени». Поездка состоялась в конце октября. Находясь в Москве, Ланни представил советским инженерам методы, которые НАСА использовало для орбитального сближения, и компромиссы, на которые необходимо было пойти, чтобы добиться стыковку американского и советского космических кораблей. Техническое соглашение, которое он помог составить, заложило основу для миссии, которая должна была стать «Союз — Аполлон». Предполагалась совместная миссия, кульминацией которой должна была стать стыковка американского космического корабля «Аполлон» и советского «Союза».
В следующем году Ланни был назначен техническим директором программы «Союз-Апполон». В качестве технического директора он совершил ещё несколько поездок в Советский Союз, вырабатывая соглашение, которое регулировало бы выполнение миссии. Он также принимал участие в рабочих группах в Хьюстоне, занимавшихся техническими деталями проекта. Сообщалось, что он даже брал уроки русского, чтобы лучше подготовиться к роли.
13 июня 1972 года на Ланни была возложена общая ответственность за испытательный проект — не только за установление партнёрских отношений, но также за планирование миссии и переговоры с компанией North American Rockwell, подрядчиком по космическим кораблям. В 1973 году Ланни стал менеджером Управления программы космических кораблей «Аполлон», и эта должность дала ему ответственность за космический корабль «Аполлон», используемый во время миссий «Скайлэб» и в проекте «Союз-Апполон».
Полёт «Союз-Апполон» состоялся в июле 1975 года. Некоторые журналисты раскритиковали его как «дорогостоящий космический цирк», посчитав, что он тратит впустую средства НАСА, которые можно было бы лучше потратить на такие проекты, как Skylab. Однако Ланни поддержал проект, заявив впоследствии, что сотрудничество, необходимое для строительства Международной космической станции, было бы невозможно, если бы не «Союз-Апполон».

### Спейс шаттл
После завершения миссии «Союз-Аполлон» Ланни стал менеджером программы интеграции и разработки полезной нагрузки Спейс шаттла. Ожидалось, что флот космических челноков НАСА будет выполнять частые миссии и возить коммерческие полезные грузы, а также выполнять полёты для правительственных организаций, таких как Министерство обороны и Лаборатория реактивного движения. Программа интеграции полезной нагрузки отвечала за определение того, как можно удовлетворить различные требования этих клиентов и как лучше всего физически разместить полезную нагрузку в грузовом отсеке шаттла. В течение этих лет Ланни также работал в штаб-квартире НАСА в Вашингтоне, в качестве заместителя заместителя администратора по космическим полетам, а затем в качестве исполняющего обязанности помощника администратора по космическим транспортным операциям.

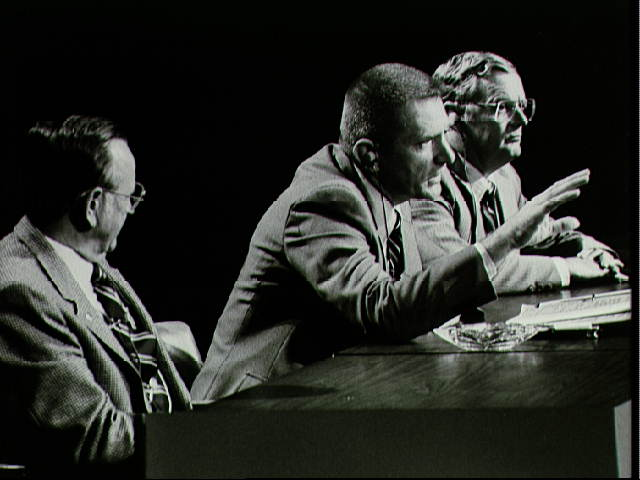
Глинн Ланни (крайний справа) в качестве менеджера программы Shuttle на пресс-конференции с Крисом Крафтом и Джином Кранцем в 1981 году.

В 1981 году Ланни стал менеджером программы «Спейс шаттл» — высокопоставленной должности, на которой Ланни оказался ответственным за определение программы разработки. Его обязанности включали надзор за планированием программ, составление бюджета и графиков и системную инженерию. Во время первых полетов шаттлов он участвовал в определении того, подходит ли погода для запуска, но в более поздние годы эта ответственность в значительной степени была передана более низким уровням иерархии.
В 1985 году Ланни решил покинуть НАСА, чувствуя, что программа «Спейс шаттл» утомила его физически и морально и что он готов к новому вызову. Хотя Ланни ушёл из НАСА за год до аварии «Челленджера», его вызвали для дачи показаний перед комитетом Палаты представителей США по науке и технологиям после катастрофы.

## Карьера вRockwell International
Покинув НАСА в 1985 году, Ланни занял должность в Rockwell International, подрядчике, ответственном за строительство, эксплуатацию и техническое обслуживание космического корабля «Шаттл». Сначала он работал в Калифорнии, управляя подразделением Rockwell, которое занималось созданием спутников для Глобальной системы позиционирования; это был его первый опыт работы с беспилотным космическим кораблем. В 1990 году он вернулся в Хьюстон в качестве президента компании Rockwell Space Operations Company, которая обеспечивала поддержку полетов в Космическом центре Джонсона и насчитывала около 3000 человек. Для Ланни это означало возвращение к управлению полётом, которые он оставил двадцать лет назад.
В 1995 году Rockwell объединила усилия со своим конкурентом Lockheed Martin, чтобы сформировать United Space Alliance — совместную организацию, созданную для обеспечения операционной поддержки НАСА, а также для того, чтобы взять на себя некоторые функции, ранее выполнявшиеся сотрудниками НАСА. В этот момент Ланни стал вице-президентом и руководителем программы космических полетов United Space Alliance в Хьюстоне; он оставался на этой должности до выхода на пенсию в 1999 году.

## Личная жизнь

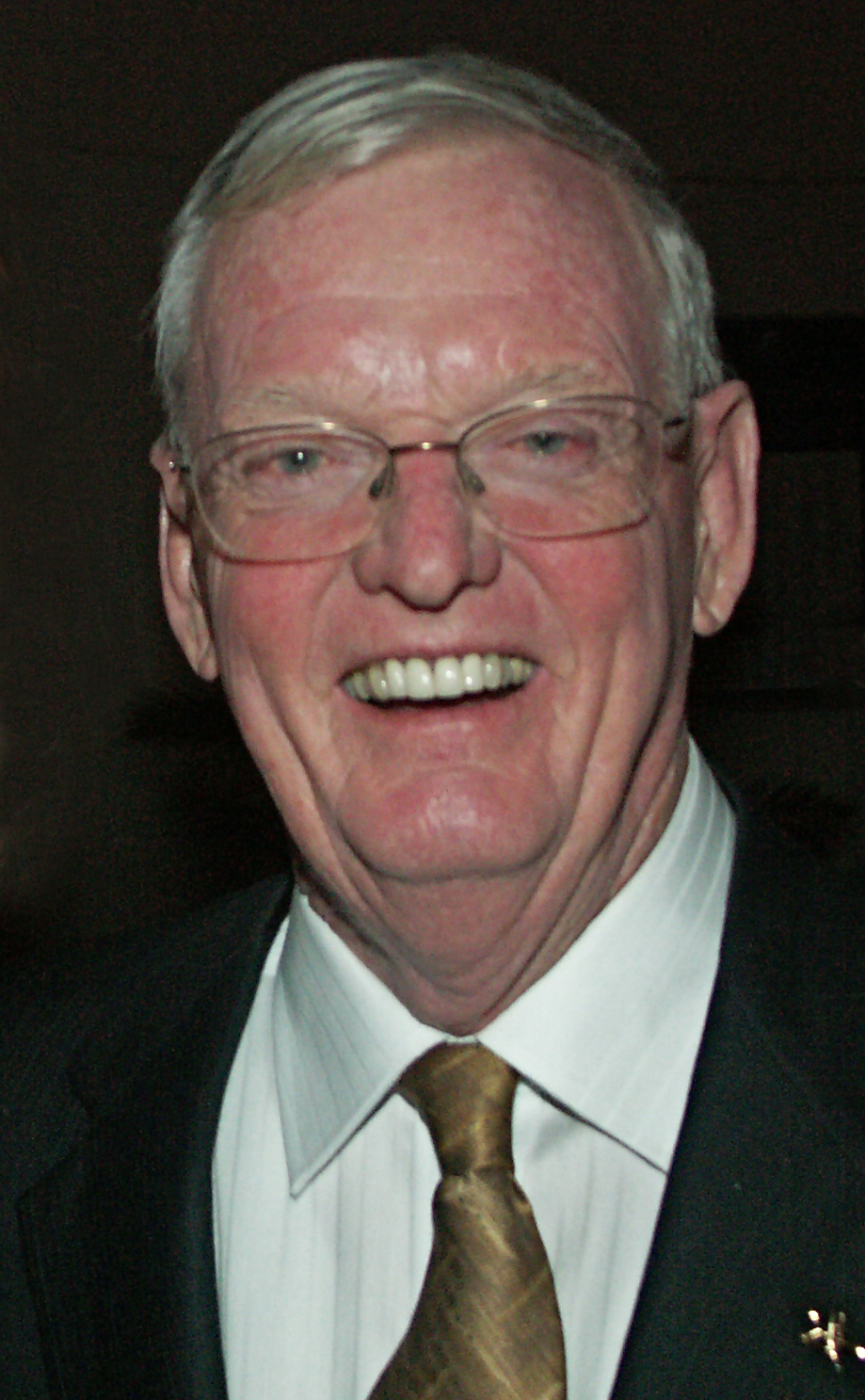
Ланни в декабре 2008 года

Во время пребывания в Исследовательском центре Льюиса, Ланни познакомился с Мэрилин Курц, которая работала там медсестрой. Они поженились в 1960 году, у них было четверо детей: Дженнифер, Глинн-младший, Шон и Брайан. Их младший сын Брайан Ланни также продолжил карьеру в НАСА, став директором полетов в 2001 году и уйдя на пенсию в 2011 году. По состоянию на 2021 год они являются единственной семьёй, представители нескольких поколений которой работали руководителями полетов в НАСА.
В часы досуга Ланни любил заниматься парусным спортом а выйдя на пенсию, он наслаждался гольфом.
Названный НАСА «легендарным», Ланни умер 19 марта 2021 года в возрасте 84 лет после нескольких лет борьбы с лейкемией.

## Награды и отличия
Ланни был членом Американского астрономического общества и Американского института аэронавтики и астронавтики . В 1971 году он был удостоен звания почетного доктора Скрэнтонского университета . Он получил множество наград от НАСА, в том числе три награды за групповые достижения, две медали за выдающиеся заслуги и три медали за выдающиеся заслуги .
В 2008 году он получил премию Элмера А. Сперри вместе с Томасом П. Стаффордом, Алексеем А. Леоновым и Константином Д. Бушуевым за их работу над миссией «Аполлон-Союз» и дизайном интерфейса стыковки «Аполлон-Союз».

## В фильмах
В фильме 1995 года «Аполлон-13» Глинна Ланни сыграл Марк МакКлюр. Роль МакКлюра была относительно незначительной, что вынудило писателя Чарльза Мюррея сетовать на то, что Ланни был «едва виден в фильме», поскольку его затмевает внимание к коллеге Ланни по полету, директору Джину Кранцу. «Не пренебрегая ролью Кранца, — прокомментировал Мюррей, — мир должен помнить, что именно Глинн Ланни … организовал шедевр импровизации, который благополучно переместил астронавтов в лунный модуль, избежав дюжины потенциальных катастроф, которые могли бы обречь их на гибель».
В телевизионном мини-сериале 2020 года The Right Stuff Ланни сыграл Джексон Пейс.

## Избранные публикации
- Lunney, G. S. and K. C. Weston. (1959). «Heat-Transfer Measurements on an Air-Launched, Blunted Cone-Cylinder Rocket Vehicle to Mach 9.7». NASA-TM X-84. Cleveland, Ohio: NASA Lewis Research Center.
- Lunney, G. S., L. C. Dunseith, and J. F. Dalby. (1960). «Project Mercury: Methods and Pertinent Data for Project Mercury Flight Computing Requirements». NASA-TM-X-69335. Hampton, Virginia: NASA Langley Research Center.
- Lunney, G. S. (1964). «Launch-Phase Monitoring». In Manned Spacecraft: Engineering Design and Operation. Ed. Paul E. Purser, Maxime A. Faget, and Norman F. Smith. New York: Fairchild Publications, Inc.
- Lunney, G. S. Summary of Gemini Rendezvous Experience (1967). AIAA Paper 67-272. Cocoa Beach, Florida: American Institute of Aeronautics and Astronautics Flight Test, Simulation and Support Conference, February 6-8, 1967.
- Lunney, G. S. Discussion of Several Problem Areas During the Apollo 13 Operation (1970). AIAA Paper 701260. Houston: American Institute of Aeronautics and Astronautics 7th Annual Meeting and Technical Display, October 19-22, 1970.